# Afrikaan Beat (singolo Bert Kaempfert)
Afrikaan Beat è un singolo del musicista tedesco Bert Kaempfert, pubblicato nel 1961 e successivamente incluso nell'album del 1962 A Swingin' Safari.

## Descrizione

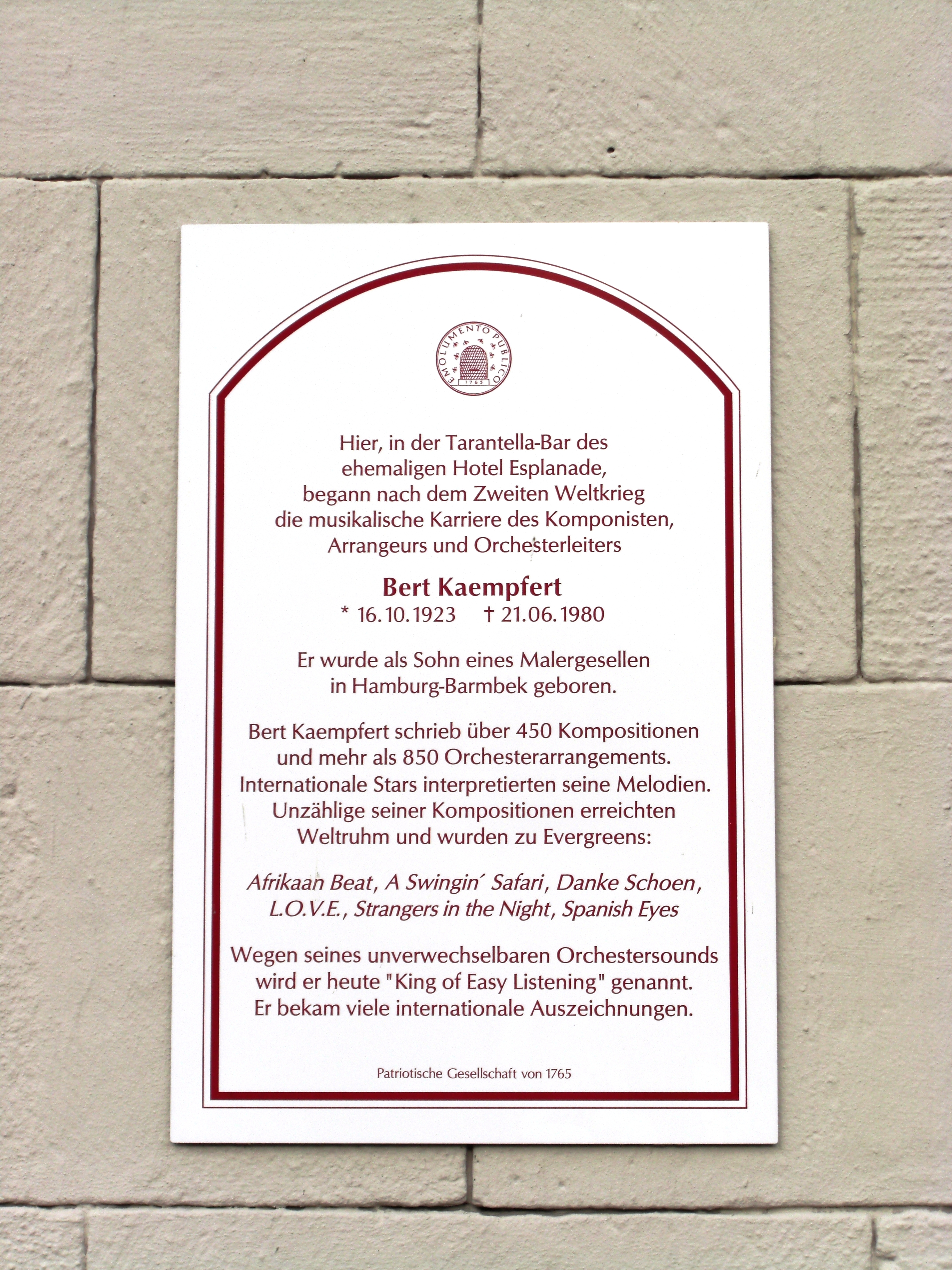
Targa in memoria di Bert Kaempfert ad Amburgo che ricorda Afrikaan Beat tra le sue più importanti composizioni

Afrikaan Beat è uno dei brani più celebri e caratteristici della carriera del compositore e direttore d'orchestra Bert Kaempfert, e da lui composto, quello che presenta il caratteristico cracking bass, tipico degli arrangiamenti di Kaempfert. Il basso era suonato dal chitarrista cecoslovacco Ladi Geisler, com'è possibile udire all'inizio del brano, e l'impronta caratteristica del suo suono era ottenuta accentuando le note alte e ponendo l'amplificatore a tre metri dal microfono, alla stessa distanza dei fiati, mentre tutti i musicisti erano radunati attorno a esso.
Il singolo è stato pubblicato in formato 7" nel 1961 dalla Decca negli Stati Uniti e in Canada e nel 1962 dalla Polydor in Europa e in Argentina. Come lato B del disco viene utilizzato il brano Echo In The Night, assente da tutte le edizioni dell'album A Swingin' Safari. Nel 1978 una ristampa del singolo è stata pubblicata nei Paesi Bassi, con differente lato B, che presenta infatti il brano In Apple Blossom Time. Afrikaan Beat è inoltre contenuti in alcuni EP 7" pubblicati da Bert Kaempfert nei primi anni sessanta.
Il disco ha ottenuto un ottimo successo divenendo uno dei brani classici e più suonati della discografia del musicista tedesco.

## Tracce
7" Decca/Polydor (1961-1962)
1. Afrikaan Beat – 2:27 (musica: Bert Kaempfert)
2. Echo In The Night – 2:45 (musica: Bert Kaempfert, Milt Gabler)

7" Polydor (1978)
1. Afrikaan Beat – 2:27 (musica: Bert Kaempfert)
2. In Apple Blossom Time – 2:35 (musica: Albert von Tilzer, Neville Fleeson)

## Crediti
- Bert Kaempfert - arrangiamento, direzione d'orchestra
- Ladi Geisler - basso